# Nini von Arx-Zogg
Nini von Arx-Zogg   (Arosa, 18 de març de 1907 - 5 de febrer de 1988), nascuda Nini Zogg, va ser una esquiadora alpina suïssa, que va competir durant la dècada de 1930. Era germana del també esquiador David Zogg.
Entre 1933 i 1938 va prendre part en quatre edicions del Campionat del Món d'esquí alpí, amb un balanç de quatre medalles de plata i una de bronze. Durant la seva carrera esportiva també va guanyar cinc campionats suïssos, el 1936 en les tres disciplines i el 1940 en eslàlom i combinada.